# Limes
Os limes ("limite", em latim) ou lindes são o conjunto das fortificações, delimitações e ocupações sistemáticas romanas nas bordas do seu império. Elas assumiram um papel estratégico, pois tinham como função conectar as diversas partes do império e incluir dentro de seus limites áreas de fácil colonização, automaticamente excluindo aquelas cujas condições de ocupação não eram favoráveis. Segundo o historiador Edward Luttwak, as fronteiras deveriam também ser tão curtas quanto possível - elas deveriam ocupar a menor distância entre seus extremos - no intuito de reduzir os gastos com construção e mão de obra.
O limes pode ser dividido em quatro tipo: o limes fechado da Britânia, com a Muralha de Adriano; Germânia, o limes aberto e descontínuo da Síria, o limes africano que era uma área de penetração e troca com os povos nômades e à oeste um limes que formava a fronteira física do império.
Nas regiões fronteiriças, o comportamento político dos romanos foi ambíguo: nas fronteiras orientais, onde as sociedades eram mais antigas e consideradas iguais pela sociedade romana, a ação era mais cautelosa; já nas fronteiras com os bárbaros, que eram considerados inferiores, a política foi pautada pela brutalidade e pela agressividade.
O sítio arqueológico denominado "Fronteiras do Império Romano", que inclui o Limes germânico e a Muralha de Adriano, é tido como Patrimônio da Humanidade pela UNESCO.

## Estratégia romana
A estratégia romana de ocupação aplicada em regiões fronteiriças obedecia a um padrão consistente e hierárquico de prioridades, na medida em que visava uma maior organização e eficiência em relação à defesa dessas fronteiras. Tais áreas deveriam facilitar o trânsito continental, tanto civil quanto militar, de modo especialmente que as legiões pudessem mover-se de um ponto a outro dentro das fronteiras imperiais sem prejuízo em sua mobilidade.

Extensão territorial máxima do Império Romano, em

Essas terras deveriam ser apropriadas para os processos subsequentes de ocupação, urbanização e romanização, tendo em vista um processo de colonização eficiente, que reverteria a um aumento das forças imperiais em mão-de-obra e recursos. Tais terras deveriam posicionar suas fortalezas, muros e paliçadas de modo que estas tivessem as dimensões mais curtas possíveis entre seus extremos, para uma maior redução de custos com mão-de-obra em postos avançados e patrulhas. Para cumprir esta resolução, fronteiras naturais como rios e montanhas eram aproveitados pela estrutura artificial de defesa nas fronteiras.
A existência de tais fronteiras ofereceu uma estabilidade militar, proporcionada pela ação romana nas mesmas, especialmente nos dois primeiros séculos d.C. Tal estabilidade acabava proporcionando uma grande prosperidade econômica em tais regiões, evidenciada pela ação mercantil, que se sentia segura ao atuar nestas localidades. Entretanto, na medida em que tal desenvolvimento se evidenciava, desenvolviam-se condições sociais e econômicas nestes territórios que acabavam por suspender o progresso exercidos pelos exércitos imperiais. Tal situação levava a um dilema, onde as regiões fronteiriças deveriam expandir e incorporar novas fronteiras para evitar que ataques e pressões vindas destas mesmas fronteiras levassem à perda dessas condições estáveis.

## Comportamento fronteiriço
As fronteiras recebiam políticas de comportamento diferentes na medida em que povos diferentes lidavam com os romanos em suas fronteiras. Os romanos agiram de forma mais cautelosa e moderada com os povos orientais, com exceção dos partos além-fronteira, a partir da tomada de Grécia e da pacificação que se sucedeu a esta conquista ainda nos últimos séculos da república, levando a uma hegemonia que descartava a necessidade de grandes guerras. Ao lidar com os germânicos, no entanto, este avanço de fronteira era feito de maneira brutal, agressiva e gradual. Circulava então no mundo romano a ideia de que aqueles poderiam e deveriam ser dominados militarmente e culturalmente, na medida em que se fazia a relação entre estes povos e a barbárie. Tal pensamento também veio a levar a uma caçada por triunfos militares sem precedentes, em vista do prestigio ocasionado aos indivíduos no âmbito militar a partir desta prática.

## Métodos de subversão
Dentre as regiões ocupadas eram comuns as revoltas, sobretudo em províncias cujas fronteiras eram próximas às dos partos, além da frágil fronteira germânica. As subversões no Oriente eram especialmente marcadas pelas tentativas de indivíduos de tais províncias em tomar o poder imperial através do conflito armado, na medida em que tornavam-se comandantes de grupos armados para sua causa, compostos por habitantes e legionários insatisfeitos. Um caso típico desse tipo de subversão foi o Império de Palmira, da rainha Zenóbia, com capital em Palmira, durante a crise do terceiro século.
Um dos métodos mais eficazes de subversão era a interpretação de vontades divinas favoráveis ao imperador ou general que se encontrava em combate com tais insurreições. Conforme tal concepção, os deuses patronos de tais cidades demonstravam sua preferência por indivíduos, grupos ou nações através de sinais divinos transmitidos por fenômenos naturais ou mesmo de movimentos advindos da própria estátua representativa do deus em questão. Tais sinais eram costumeiramente corroborados por representantes dos próprios deuses envolvidos, o que legitimava tais ocorrências e fazia valer o domínio imperial sobre a região.
Embora tais registros sejam mais escassos, sobretudo com a preponderância de evidências textuais romanas sobre esses revoltosos, tais sinais eram também utilizados por estes. Um exemplo disso foi a literatura judaica relacionada à primeira guerra judaico-romana, em 70 d.C. e à terceira guerra judaico-romana, em 132 d.C., na província da Judeia.

## Diplomacia
A expansão romana apoiava-se na justificativa da estratégia, apontada documentalmente pelo ex-cônsul e assessor do imperador Septímio Severo, o escritor Dião Cássio[carece de fontes?]. Após tal tomada territorial, era necessária toda uma ação sobre tais territórios. Os assuntos militares estavam sob controle senatorial, que entretanto dependia das embaixadas quando tais assuntos estavam fora dos limites da cidade de Roma.
Estas embaixadas eram responsáveis pelo envio de relatórios detalhados ao senado romano, onde assuntos como recrutamento, desligamento e disposição de legiões eram retratados, além de informações legais e informes. Tais informações podiam ser coletadas através de missões de exploração e coleta de informações ou através de relatos de governadores de província. Com estas informações provindas de tais relatórios, os senadores mantinham o controle sobre as províncias de forma organizada.

## Fronteiras como espaço de relações
A fronteira entendida como simples linha divisória entre estados já não tem mais lugar nos discursos historiográficos. Atualmente a tentativa é de compreender a fronteira como local de ocorrência de diversos processos sociais, e nesse sentido ela seria não apenas um obstáculo, mas também um lugar de passagem, um campo de negociação, um espaço de ação e definidor dos grupos em ação. Toda fronteira, seja ela afirmando o isolamento ou a autossuficiência, é um local de integração, um local de negociação e de cooperação, além de conflitos.

### Fronteiras internas e externas

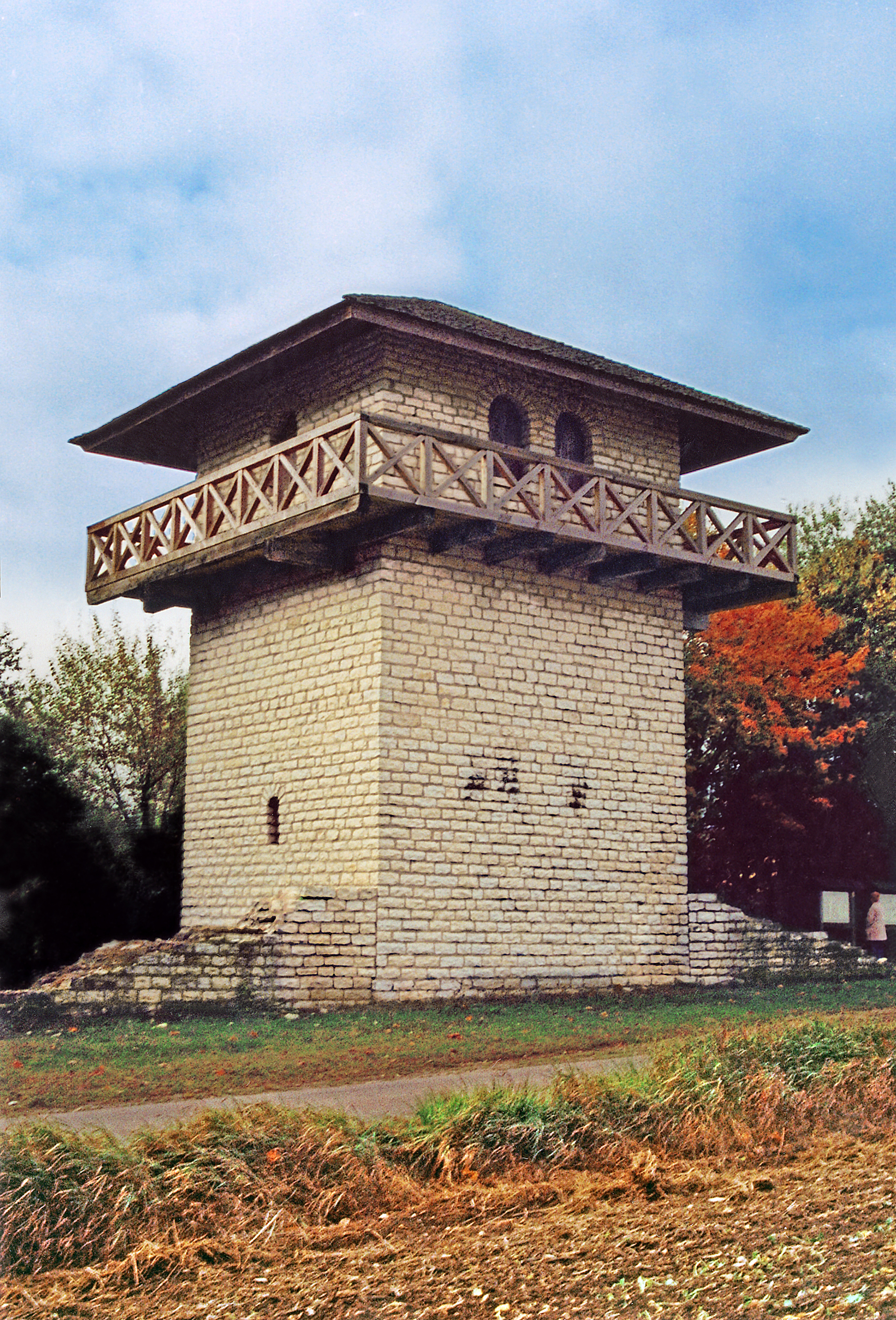
Reconstituição de torre de vigilância no limes germanicus, Erkertshofen, Baviera

Podemos dizer que as fronteiras começam dentro de uma comunidade: são as chamadas fronteiras internas, que diferenciam – afastando ou aproximando – os membros dessa comunidade: família, sexo, faixa etária, posses, poder. Desse modo, cada comunidade pode ser considerada um microcosmo, com suas próprias fronteiras políticas, econômicas, sociais e culturais e é com essa fronteira multifacetada que ela se relaciona com as demais comunidades, integrando-se ou não a elas.
Existem também as fronteiras intercomunitárias, que separam e ao mesmo tempo ligam as comunidades; essas fronteiras são lugares de trocas: de bens, de pessoas e de informações. Nas regiões fronteiriças, interesses comuns facilitam as relações entre as comunidades e tornam-nas pontos de passagem e de intensas trocas, ao passo que interesses divergentes as tornam zonas de guerra, de violência, de dominação e de destruição. É dentro deste último contexto que se pode afirmar que no mundo antigo a fronteira é também o espaço da guerra: a guerra é necessária, pois é a partir dela que os exércitos conseguem manter o seu abastecimento de água e de alimentos e são os prisioneiros de guerra que se tornarão escravos, necessários para a manutenção da ordem imperial.
O mundo romano só se tornou territorialmente mais estável a partir do estabelecimento da Pax Romana pelo imperador Augusto, até o início do século I d.C. A partir daí ocorre um processo sistemático de manutenção, e não mais de alargamento, das fronteiras. Nos séculos seguintes essas mesmas fronteiras começam a se enfraquecer, o que reforça a ideia de que a guerra é um elemento essencialmente definidor do mundo antigo.

### Integração no Mediterrâneo e a ordem imperial
No mundo antigo, o mar Mediterrâneo tinha muito mais a função de integrar as comunidades ao seu redor do que de separá-las. Ele é uma clara fronteira, cuja superação depende da  vontade das comunidades à sua margem e do desenvolvimento progressivo da tecnologia  para superá-lo, atravessá-lo, obter informações sobre seus contornos, contatos, portos, abrigos. A partir de um certo acúmulo, o mar se torna meio de integração, pela velocidade que proporciona aos percursos e, sobretudo, por que expõe, às várias comunidades, uma ampla gama de diferenças culturais, sociais, naturais.
O processo de integração na região mediterrânica não se interrompe no período compreendido entre os séculos V – I a.C.: os fluxos de informação e de trocas comerciais são cada vez maiores, as fronteiras do poder imperial se abrem para territórios cada vez mais amplos, modelos socioculturais se espalham por esse território, ao mesmo tempo, a região mantém a sua rica diversidade.
Com a expansão do Império Romano, o poder das comunidades passou a depender do poder central, de modo que os conflitos locais acabaram se tornando rebeliões contra a ordem imperial. As fronteiras sócio-políticas das diversas regiões que compunham o território romano foram pouco a pouco se uniformizando, de maneira que a estabilidade do Império gerou um intercâmbio de bens, informações, pessoas e técnicas nunca antes visto pela humanidade. Porém, a unificação que o império possibilitou não foi apenas uma ruptura com as antigas fronteiras políticas, muito menos um mero facilitador de caminhos: se em alguns lugares a ordem imperial permitiu que houvesse mais fluidez nas zonas fronteiriças, em outros as novas fronteiras tinham uma rigidez muito maior do que as divisões estabelecidas anteriormente, como é o caso da separação entre Alexandria e as demais regiões do Egito, provando mais uma vez que as fronteiras são elementos essenciais do jogo político romano e que a fronteira é, antes de tudo, um espaço de negociação.
Essas mudanças fronteiriças ocorreram em função do centro do império, a cidade de Roma. A unidade cultural cada vez maior do império tornou possível a integração e hierarquização das elites locais, levando à formação de uma elite imperial com características próprias: códigos sociais, culturais e de conduta, que se tornavam cada vez mais homogêneos. Essa elitização ocorreu por duas vias que também podem ser consideradas fronteiras: a língua e a identidade - o grego e o latim eram considerados línguas de cultura e de integração, e o seu ensino funcionava como forma de obstáculo e de ascensão social.

## Limites do império
O limes romano, como é conhecido o conjunto de fronteiras do Império Romano, teve a sua maior extensão no século II d.C., estendendo-se por mais de 5000 km, desde o oceano Atlântico na costa norte da Grã-Bretanha, passando pela Europa, pelo mar Negro e pelo mar Vermelho, e indo até a costa atlântica no norte da África. As ruínas do limes hoje se constituem em vestígios de muralhas, valas, fortes, fortalezas e assentamentos civis. Certos elementos dessa linha foram escavados, alguns reconstruídos e outros destruídos. As duas seções do limes que se encontram na Alemanha cobrem uma extensão de 550 km, do noroeste do país até o rio Danúbio.
A Muralha de Adriano, localizada no Reino Unido, com 118 km de comprimento, foi construída por ordem do Imperador Adriano entre 122 e 126 d.C., no limite norte da província romana da Britânia. Ela é um exemplo notável da organização de uma zona militar e ilustra as técnicas defensivas e estratégias geopolíticas da Roma antiga.
A Muralha de Antonino, uma fortificação de 60 km erguida na região onde hoje está a Escócia, teve sua construção iniciada pelo imperador Antonino Pio em 142 d.C. como defesa contra os povos “bárbaros” do norte, e constitui a porção noroeste do limes romano.

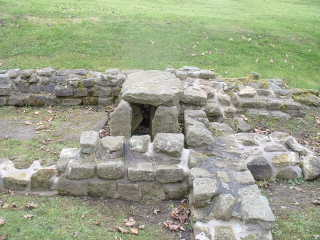
Ruínas de um forte na Muralha de Antonino

Os exemplos mais notáveis das fronteiras romanas são:
- Muralha de Adriano (Fronteira da Britânia), na Grã-Bretanha
- Muralha de Antonino, na Escócia
- Limes Germanicus, na Alemanha
- Limes Arabicus, a fronteira da província romana da Arábia Pétrea
- Limes Tripolitanus, a fronteira na Líbia moderna, fazendo frente ao deserto do Saara
- Muro de Trajano, a fronteira da Mésia Inferior (atualmente na Romênia, nas regiões da Bessarábia e Dobruja)
- Limes Alutanus, a fronteira oriental da província romana da Dácia
- Limes Transalutanus, a fronteira na parte inferior do Danúbio
- Fronteira da Mésia, a fronteira no leste da Romênia e da Moldávia